# Alfonso Suárez Obiol
Alfonso Suárez Obiol (Melipilla, 29 de abril de 1924-Santiago, 11 de octubre de 1988) fue un político chileno.

## Biografía
Nació en la localidad de Melipilla, Chile, el 29 de abril de 1924, siendo hijo del asturiano señor Alfonso Suárez y de doña Támara Obiol.
Se casó en la ciudad de Santiago, el 30 de noviembre de 1955, con María del Carmen González Sevilla, y tuvo a lo menos un hijo: Jaime Alfonso.
Fue superintendente del Cuerpo de Bomberos de Melipilla. Integró las filas del Partido Nacional.
Fue elegido en marzo de 1973 diputado por la Octava Agrupación Departamental de Melipilla, San Antonio, San Bernardo y Maipo, para el período 1973-1977 e integró la Comisión Permanente de Gobierno Interior.
Falleció en Santiago, Chile, el 11 de octubre de 1988.

## Historial electoral

### Elecciones parlamentarias de 1973
- Elecciones Parlamentarias de 1973 para la 8ª Agrupación Departamental, Melipilla, San Antonio y San Bernardo.[2]